# Station Tanger-Ville

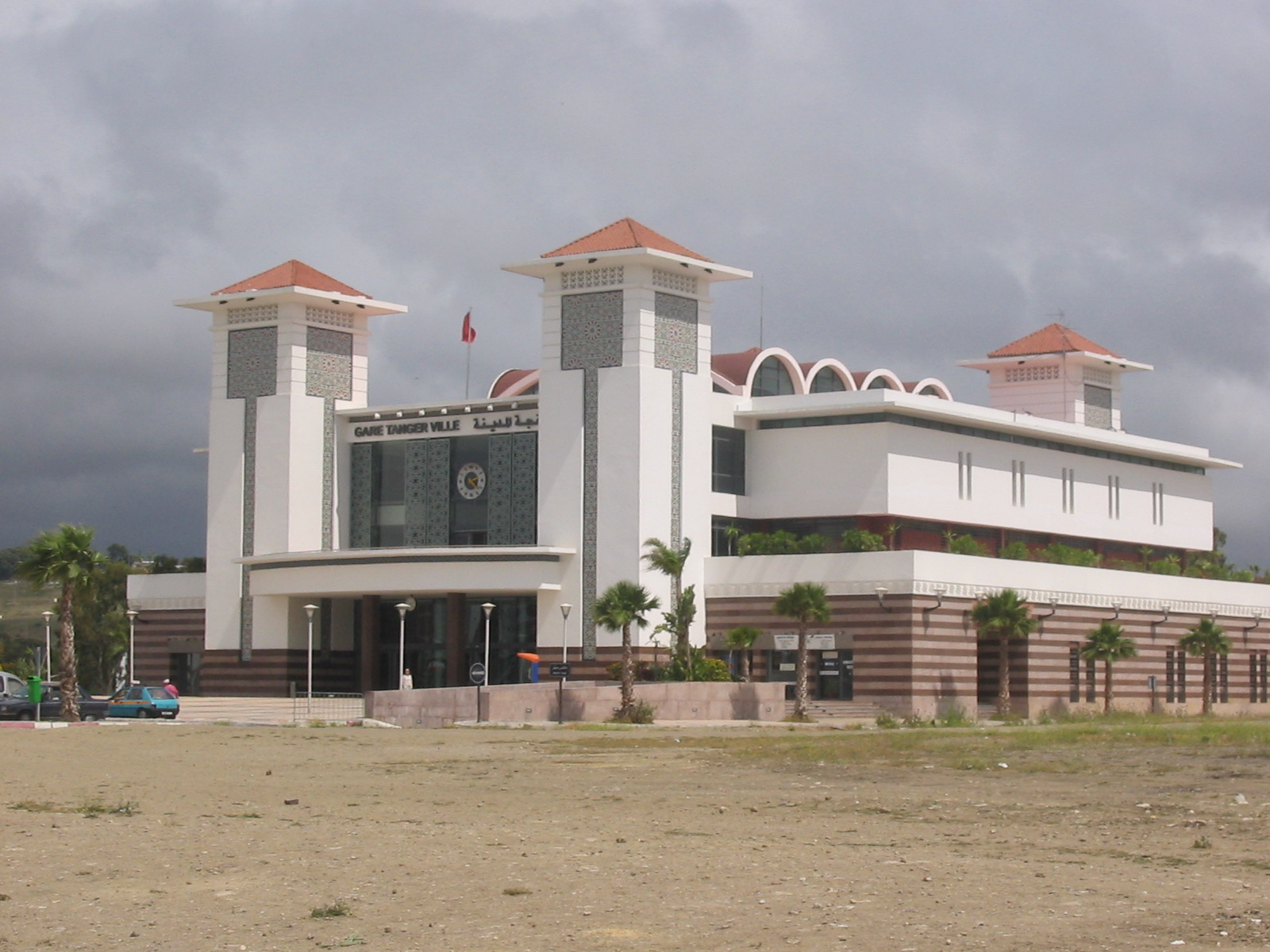
Station Tanger-Ville bij nieuwbouw

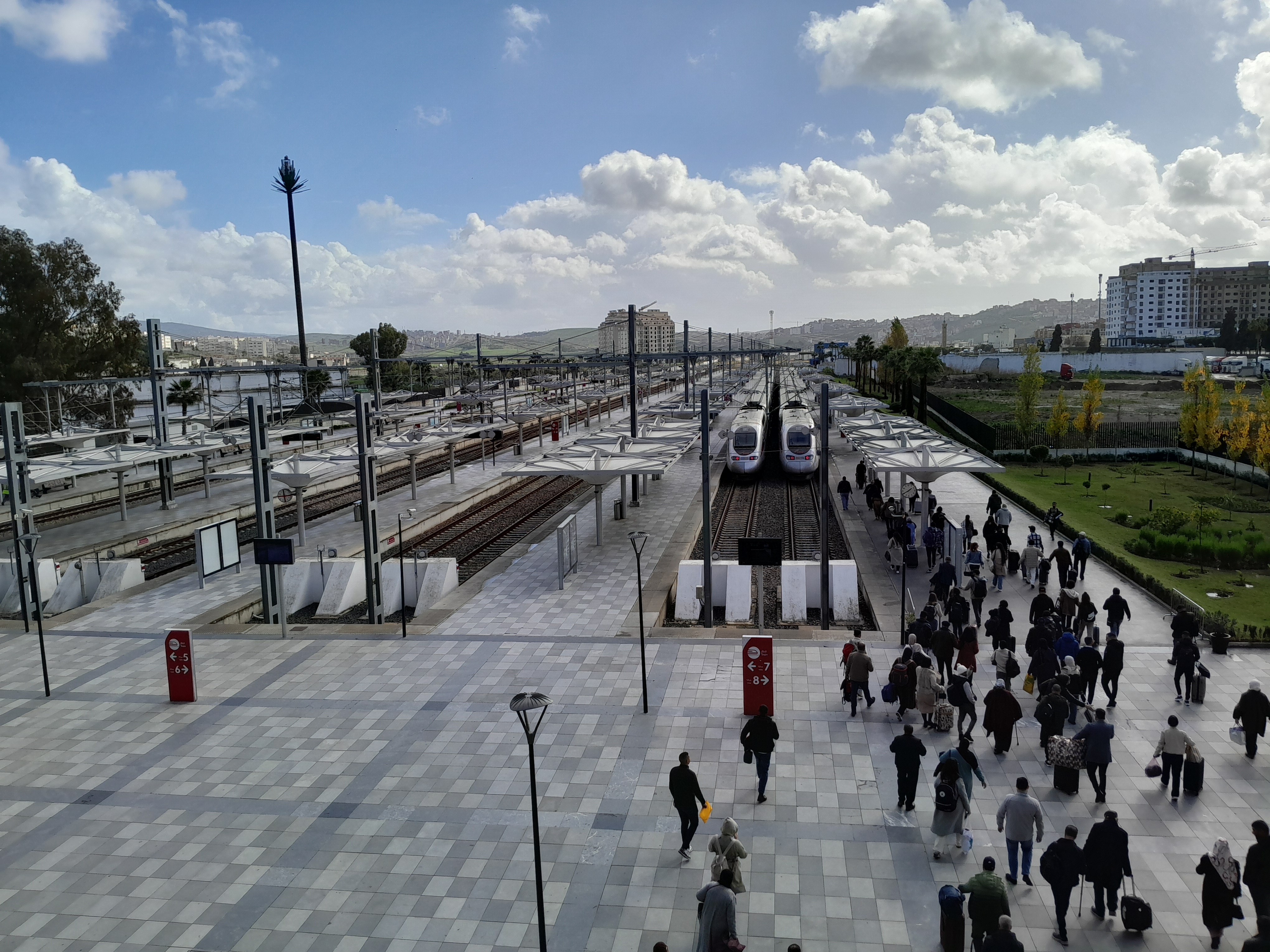
Station Tanger-Ville 2025

Station Tanger-Ville is een treinstation gelegen in het centrum van de Marokkaanse stad Tanger. Het station wordt beheerd door de ONCF en is een eindhalte van de Marokkaanse hogesnelheidstrein Al Boraq.

## Geschiedenis
Het station is in 2003 geopend en daarna nog uitgebreid. Het station werd ontworpen door Youssef Melehi en de bouw kaderde in een globaal plan voor de vernieuwing van de grote Marokkaanse treinstations. In 2017 was het station helemaal af, het station heeft een traditionele uitstraling aan de achterkant en een moderne uitstraling aan de voorkant.

## Omgeving
In het treinstation zijn drie kleine supermarkten en verder KFC, McDonald's, Burger King en Starbucks. Ook zijn er drie restaurants die ontbijt, lunch en avondeten bieden uit de Marokkaanse keuken. Tevens is er een gebedsruimte.
Rondom het treinstation zijn vele resorts, hotels, fastfoodketens, een strand langs de Middellandse Zee, fitnessplekken en er is een afdeling van de Marokkaanse politie.